# Karel Steklý
Karel Steklý (9. října 1903 Praha – 5. července 1987 Praha) byl český filmový režisér a scenárista.

## Život
Začínal u různých kočovných divadelních společností. V letech 1928–1938 působil jako inspicient a rekvizitář  v Osvobozeném divadle. Roli inspicienta si pak zahrál i ve Voskovcově a Werichově filmu Pudr a benzín. Od roku 1933 začal také psát filmové scénáře, nejprve pro jiné režiséry (např. Václava Wassermana), později pouze pro své vlastní filmy. Umělecká kvalita těchto scénářů však měla velmi střídavou úroveň, mezi jeho scénáři lze nalézt jak filmy vynikající, tak i zcela podprůměrné. V Osvobozeném divadle upravoval na podnět Jana Wericha hry pro děti (např. Ostrov dynamit, Divotvorný klobouk) a psal sám i pohádky, jejichž ústřední postavou býval Kapitán Bublas (např. Alibaba a třicet devět loupežníků).
Režírovat začal po druhé světové válce v roce 1945. Celý život byl vždy plně konformní s vládnoucím režimem a točil i díla politicky značně tendenční a ideově velice problematická. Z tohoto důvodu je dnes celá jeho umělecká dráha považována za velice nevyrovnanou a společensky rozporuplnou. Vedle snímků velice kvalitních a divácky atraktivních natočil velké množství děl průměrných či vyloženě podprůměrných (zejména Hroch, pokládaný za jeden z nejhorších filmů v dějinách české kinematografie).[zdroj?]

## Práce v KSČ
Před květnovými volbami v roce 1946 oznámil své členství v KSČ a svůj kladný postoj k této straně vyjádřil v propagační stranické publikaci Můj poměr ke KSČ.takto: „Ke komunistické straně přivedl mne prorocký duch marxistického učení...“ V roce 1948 podepsal prokomunistickou výzvu Kupředu, zpátky ni krok!, jež byla vydána dne 25. února 1948 pro podporu komunistického převratu. Od 3. března 1948 byl členem kulturní komise Ústředního akčního výboru  NF. V letech 1953–1953 byl členem Komise pro hodnocení práce herců ve filmu při Hlavní správě Československého státního filmu.  V roce 1977 podepsal Antichartu. Jako disciplinovaný člen KSČ byl za svůj politický postoj tehdejším vládnoucím komunistickým režimem velmi často oceňován, odměňován i umělecky protežován.
Jedná se dodnes o umělecky i společensky značně kontroverzní osobnost.

## Ocenění
- 1953 – Státní cena Klementa Gottwalda I. stupně[4]
- 1967 – zasloužilý umělec
- 1972 – Řád práce
- 1973 – národní umělec
- 1975 – Řád Vítězného února
- 1978 – Řád republiky

## Paměti
- Život v inkognitu (v rukopise)[4]

## Citát
| „                      | Vedle funkce inspicienta pracoval také jako rekvizitář. Byl ovšem i jedním z předních dodavatelů znamenitých scénických gagů pro Jiřího Voskovce a Jana Wericha...."Co s tím, člověče?" ptal se ho Werich, když mu Steklý podal v "Baladě z hadrů" halapartnu a láhev. A nakonec z toho byla právě díky těmto rekvizitám nádherná scéna, plná vtipů, k nimž právě tyto rekvizity inspirovaly. | “ |
| — František Filipovský | |   |

## Filmografie, výběr

### Herec
- 1931 Pudr a benzín (postava: inspicient)

### Režie
- 1945 Prosťáček
- 1946 Průlom
- 1947 Siréna (oceněno na filmovém bienále v Benátkách )
- 1948 Kariéra
- 1949 Soudný den
- 1950 Internacionála
- 1950 Temno (natočeno v rámci Jiráskovské akce)
- 1952 Anna proletářka
- 1955 Strakonický dudák
- 1956 Dobrý voják Švejk
- 1957 Poslušně hlásím
- 1959 Mstitel
- 1962 Objev na střapaté hůrce
- 1963 Lucie
- 1964 Zkáza Jeruzaléma
- 1969 Slasti otce vlasti
- 1971 Svatby pana Voka
- 1972 Lupič legenda
- 1973 Hroch
- 1974 Za volantem nepřítel
- 1975 Tam, kde hnízdí čápi
- 1977 Všichni proti všem
- 1979 Pan Vok odchází
- 1980 Hra o královnu
- 1981 Každému jeho nebe
- 1982 Příhody pana Příhody
- 1986 Podivná přátelství herce Jesenia